# Illustrations of Japanese Hepaticae
Illustrations of Japanese Hepaticae (abreviado Ill. Jap. Hepat.) es un libro con ilustraciones y descripciones botánicas que fue escrito por el botánico japonés especialista briólogo Hiroshi Inoue. Fue publicado en Tokio en 2 volúmenes en los años 1974 & 1976.